# Скобельцыно
Скобе́льцыно — село в Архаринском районе Амурской области, входит в Северный сельсовет.
Скобельцыно находится в пограничной зоне, на российско-китайской границе.
Основано в 1858 г. Топонимика: названо в честь казачьего офицера, участника Забайкальской экспедиции и двух «амурских» сплавов Н. Н. Муравьева-Амурского Гавриила Даниловича Скобельцина, казачьего офицера.

## География
Село Скобельцыно стоит на левом берегу реки Амур, примерно в полукилометре ниже устья реки Бурея.
Расстояние до районного центра Архара (через Красный Луч и Иннокентьевку) — 50 км.
От села Скобельцыно вверх по левому берегу Буреи идёт дорога к сёлам Северное и Украинка.
Расстояние до административного центра Северного сельсовета села Северное — 5 км (вверх по левому берегу Буреи).

## Инфраструктура
Сельскохозяйственные предприятия Архаринского района.